# Gonanticlea ochreivittata
Gonanticlea ochreivittata là một loài bướm đêm trong họ Geometridae.

## Hình ảnh

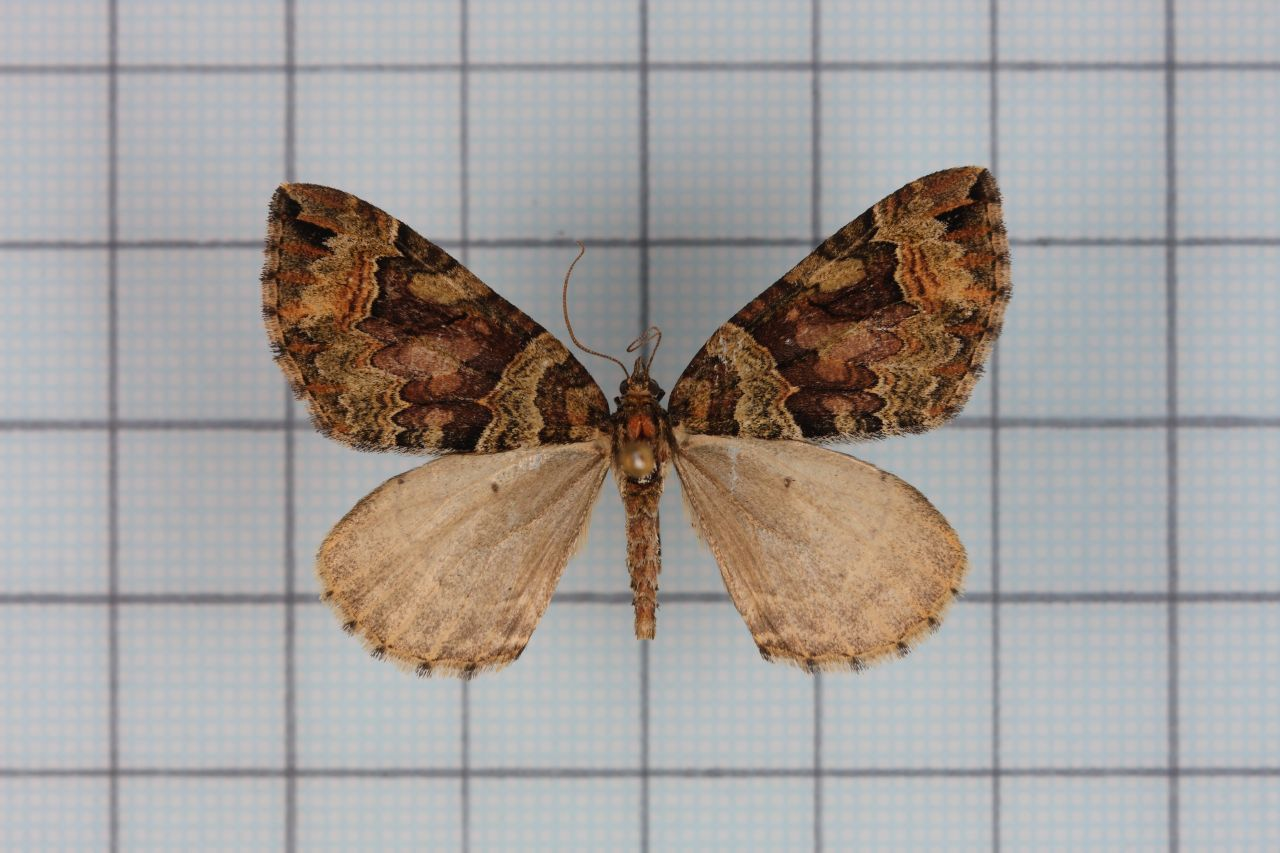